# بلابو
بلابو (به لاتین: Belabo) یک منطقهٔ مسکونی در بنگلادش است که در ناحیه نارسینگدی واقع شده‌است. بلابو ۱۱۷٫۶۶ کیلومتر مربع مساحت و ۱۴۵٬۷۰۸ نفر جمعیت دارد.